# Prunus gentryi
Prunus gentryi là loài thực vật có hoa trong họ Hoa hồng. Loài này được Standl. miêu tả khoa học đầu tiên năm 1937.